# Hải đăng Sunosaki
Ngọn hải đăng Sunosaki (洲崎灯台 Sunosaki tōdai) là một ngọn hải đăng nằm ở mũi phía nam của bán đảo Boso, thuộc thành phố Tateyama, Chiba, Nhật Bản.
Ngọn hải đăng Sunosaki bắt đầu chiếu sáng lần đầu tiên vào ngày 15 tháng 12 năm 1919. giúp điều hướng cho tất cả các tàu đi qua kênh Uraga và vịnh Tokyo, cùng với Ngọn hải đăng Kannonzaki và Tsurugisaki về phía tây trên bán đảo Miura, Ngọn hải đăng Nojimazaki và Sunosaki ở phía đông trên bán đảo Boso.
Công trình là một cấu trúc hình trụ màu trắng có chiều cao 15 mét. Ngọn tháp chính và tòa nhà hỗ trợ đều được làm từ bê tông. Chiều cao tiêu cự của ánh sáng là 45 mét trên mực nước biển.
Video ca nhạc Aitakatta của nhóm AKB48 đã được quay ở đây.